# Michiko Tsukada
Michiko Tsukada – japońska tłumaczka, poetka, pisarka.

## Życiorys
Urodziła się w Tokio. Ukończyła filologię angielską na tokijskim Uniwersytecie Aoyama. Następnie studiowała na Uniwersytecie Waseda (Tokio) oraz na Uniwersytecie Warszawskim w latach 1969-1975.
Opublikowała po japońsku następujące książki: „Potomkowie Marii Curie – kobiety polskie” (1988), „Antologia poezji Europy Wschodniej” (1989) „Wędrujemy po Polsce – kraju Chopina i żyznych pól” (1994), „Wojna i ludzie. Antologia poezji światowej” (1997). Tłumaczyła z języka polskiego na japoński: „Lato w Nohant” Jarosława Iwaszkiewicza (1998), wiersze i eseje Wisławy Szymborskiej (1999), „Przewodnik Chopina”, „Życiorys Karola Szymanowskiego”, „Bajki” Wandy Chotomskiej, „Przygody Skrzata Wiercipiętka” Andrzeja Grabowskiego oraz wiele innych. „Numery” Olgi Tokarczuk, libretta oper: „Straszny dwór”, „Hrabina” i „Paria” Stanisława Moniuszki oraz libretto opery „Król Roger” Karola Szymanowskiego. Ma na swoim koncie także przekłady na język polski utworów poetów japońskich: „Wiersze kwiatowe” Mineko Koyama” (1993), „Barwy kwiatów – barwy czasu” (1997), „Marzenia maków” Tomiko Endo (2003). Przetłumaczyła dwa opowiadania science-fiction Emmy Popik „Krzak ciernisty”, opublikowane w czasopiśmie „Grafikacation” (1990) oraz „Nadejście Fortynbrasa” opublikowane w „Deux” (1990).
Laureatka XIV Międzynarodowego Listopada  Poetyckiego w Poznaniu (1991). W 1994 roku otrzymała od rządu polskiego Odznaczenie za Zasługi w Upowszechnianiu Kultury Polskiej. W roku 2004 otrzymała Wielki Laur Międzynarodowej Jesieni Literackiej w dziedzinie translatorskiej wraz z tytułem Ambasadora Kultury Polskiej. Od kilku lat wraz z Tomiko Endo, odtwórczynią wierszy „DOKU”, współpracuje z Magazynem Literacko-Publicystycznym Młodych ISKRA, przybliżając kulturę i literaturę Japonii.